# Karl-Erich Kühlenthal
Karl-Erich Kühlenthal (Coblenza, 1908-Coblenza, 1975) fue un militar y oficial de inteligencia alemán. Miembro del Abwehr y «protegido» del almirante Wilhelm Canaris, durante la Segunda Guerra Mundial fue jefe de la estación del Abwehr y llegaría a tener un papel relevante.

## Biografía
Nació en la ciudad de Coblenza en 1908. Era hijo del general Erich Kühlenthal, un distinguido militar y diplomático alemán que había sido agregado militar en París y Madrid. A pesar de ser medio judío, el almirante Wilhelm Canaris le declararía legalmente «ario» en 1941. Miembro del Abwehr, sería destinado a España.
Durante la Segunda Guerra Mundial estuvo al frente de la estación del Abwehr en Madrid. Llegó a alcanzar el rango de mayor. Kühlenthal, que se hizo conocido en los cafés y restaurantes de Madrid como «Don Pablo», desplegó una red de espionaje que alcanzaría todos los rincones de España. Fue responsable de reclutar a Juan Pujol («Garbo») como agente del servicio secreto alemán, sin llegar a ser consciente Kühlental de que Pujol era un agente doble que en realidad trabajaba para los británicos. En 1943 estuvo implicado en la operación «Mincemeat», el operativo británico para desinformar a la ingeligencia alemana respecto a la invasión aliada de Sicilia; como jefe del Abwehr en Madrid, Kühlenthal fue el encargado de transmitir la información «secreta» encontrada en el cadáver de un supuesto oficial británico en la ría de Huelva.
Aunque en su época se le consideró un protegido del almirante Canaris, debido a sus habilidades gozó de gran reputación entre el alto mando alemán, llegando incluso a ser felicitado por el jefe de las SS Heinrich Himmler. No obstante, algunos de sus compañeros del Abwehr en España desconfiaron de él. Kühlentahl, que hablaba el idioma español con fluidez, llegó a mantener estrechas relaciones tanto con Franco como con el general Carlos Martínez de Campos.
Tras el final de la contienda quedó aislado y sin apoyos, en su vivienda de Ávila. Considerado por los británicos como «uno de los miembros principales y más peligrosos del Abwehr en España», en 1947 fue uno de los 104 agentes nazis reclamados por el Consejo de Control Aliado a la España franquista, si bien no sería entregado a los aliados. En 1950 regresó a Coblenza, donde se convirtió en un respetado comerciante de ropa. Falleció en 1975.